# KTO

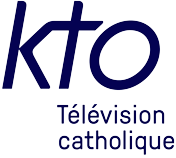
O logotipo do canal de televisão católico francês KTO, em sua versão de 2022

O KTO é um canal de televisão católico em língua francesa. É transmitido na França, Bélgica e Suíça, além de países francófonos no Oriente Médio e na África Subsaariana.

## História
O canal foi fundado em 1999 por Jean-Marie Lustiger, que serviu como arcebispo de Paris de 1981 a 2005. É financiado em particular por 250.000 doadores.
Os programas incluíram documentários sobre o Vaticano e os cristãos no Iraque, bem como esquetes engraçados.

Em 15 de junho de 2019, a KTO transmitiu o primeiro serviço ao vivo de Notre-Dame (em Paris) desde o incêndio.